# 421 до н. е.

## Події
- Заснування Херсонеса.
- Перший етап Пелопоннеської війни між союзами грецьких полісів: Делоським на чолі з Афінами і Пелопоннеським на чолі зі Спартою завершився Нікієвим миром. Цьому миру присвячена п'єса Арістофана «Мир», яка того ж року здобула другу нагороду на Великих Діонісіях.
- Перша давньогрецька колонія місто Куми, що була заснована у 750 до н. е. вихідцями з Халкіди на чолі з ойкістом Мегасфеном в Кампанії, була захоплена сусідніми племенами осків. Куми стають самнітськими, а ті греки, які залишилися живими, перебираються до Неаполя.
- Консулами Римської республіки обрані Нумерій Фабій Вібулан та Тит Квінкцій Капітолін Барбат.

## Померли
| рік | Це незавершена стаття про рік. Ви можете допомогти проєкту, виправивши або дописавши її. |